# Darja Samochina
Darja Siergiejewna Samochina (ros. Дарья Сергеевна Самохина; ur. 12 sierpnia 1992 r. w Togliatti) – rosyjska piłkarka ręczna, reprezentantka kraju, zawodniczka Astrachanoczki, występująca na pozycji lewoskrzydłowej.

## Sukcesy reprezentacyjne
- Mistrzostwa Europy:
  -  2018

## Sukcesy klubowe
- Puchar EHF:
  -  2013–2014 (Łada Togliatti)
- Mistrzostwa Rosji:
  -  2013–2014, 2014–2015, 2016–2017 (Łada Togliatti)
  -  2015–2016 (Łada Togliatti), 2017-2018 (HC Astrachanoczka)
- Puchar Rosji:
  -  2014–2015 (Łada Togliatti)
  -  2012–2013, 2013–2014 (Łada Togliatti), 2017-2018 (HC Astrachanoczka)
- Superpuchar Rosji:
  -  2015 (Łada Togliatti)